# Phlegra ferberorum
Phlegra ferberorum là một loài nhện trong họ Salticidae.
Loài này thuộc chi Phlegra. Phlegra ferberorum được Jerzy Prószyński miêu tả năm 1998.